# كبل الإبراق العابر للأطلسي

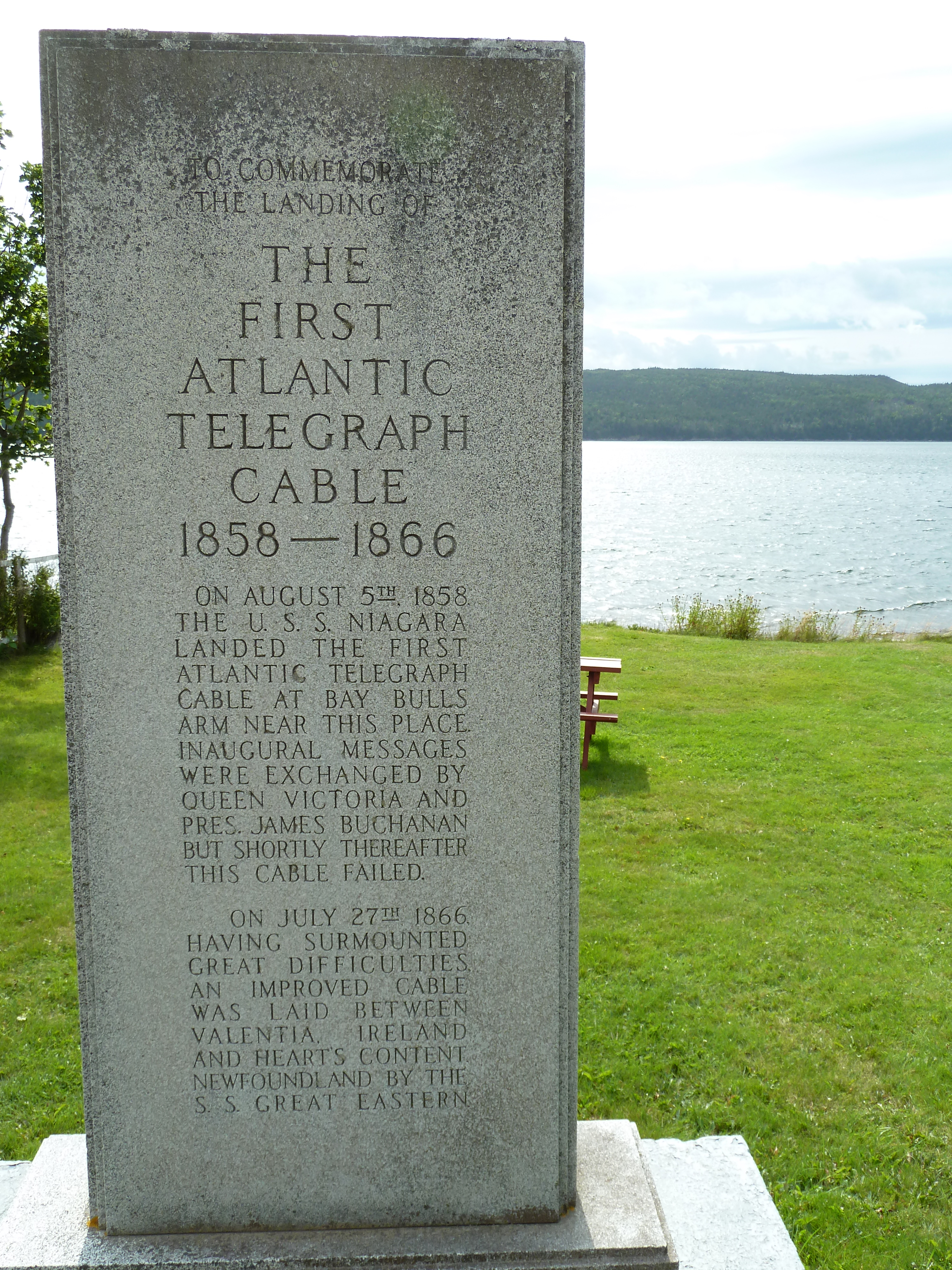

كابل التلغراف عبر المحيط الأطلسي عبارة عن كابلات تحت سطح البحر تمتد تحت المحيط الأطلسي تُستخدم في الاتصالات البرقية. مُدّدَ الكابل الأول عبر قاع المحيط الأطلسي من تلغراف فيلد، وخليج فوينميروم، وجزيرة فالينتيا في غرب أيرلندا إلى هارتس كونتينت في شرق نيوفندلاند.
ظهرت الاتصالات الأولى في 16 أغسطس 1858، ما قلل من وقت الاتصال بين أمريكا الشمالية وأوروبا من عشرة أيام (الوقت الذي استغرقه إيصال رسالة عن طريق السفينة) إلى بضع دقائق. استُبدِلت كابلات التلغراف بكابلات الاتصالات عن بعد عبر المحيط الأطلسي.

## التاريخ المبكر
في أربعينيات وثمانينيات القرن التاسع عشر، اقترح العديد من الأفراد أو دعوا إلى إنشاء كابل تلغراف عبر المحيط الأطلسي، بما في ذلك إدوارد ثورنتون وألونزو جاكمان. كان سايروس وست فيلد وشركة أتلانتيك تلغراف وراء إنشاء أول كابل تلغراف عبر الأطلسي.
بدأ المشروع في عام 1854 وانتهى في عام 1858. عمِل الكابل لمدة ثلاثة أسابيع فقط، لكنه كان أول مشروع من هذا القبيل يحقق نتائج عملية. كانت أول برقية رسمية تمر بين قارتين رسالة تهنئة من الملكة فيكتوريا من المملكة المتحدة إلى رئيس الولايات المتحدة جيمس بوكانان في 16 أغسطس. انخفضت جودة الإشارة بسرعة، ما أدى إلى إبطاء سرعة الإرسال إلى سرعة غير قابلة للاستخدام تقريبًا.
دُمّرَ الكابل في الشهر التالي عندما طبق وايلدمان وايتهاوس الجهد الزائد عليه أثناء محاولة لتحقيق العملية بشكل أسرع. وقيل إن الخلل في تصنيع وتخزين ومعالجة كابل 1858 كان سيؤدي إلى فشل مبكر في أي حال.
أدى الفشل السريع للكابل إلى إضعاف ثقة الجمهور والمستثمرين وتأخير الجهود لاستعادة الاتصال. أُجريَت محاولة ثانية في عام 1865 باستخدام مواد مُحسَّنة كثيرًا، وبعد بعض الانتكاسات، حيث اكتمل الاتصال ووُضِعَ في الخدمة في 28 يوليو 1866. أثبت هذا الكبل أنه أكثر متانة.
قبل أول كابل عابر الأطلسي، كانت الاتصالات بين أوروبا والأمريكيتين تعمل فقط عن طريق السفن. لكن في بعض الأحيان، أدت العواصف الشتوية الشديدة إلى تأخير السفن لأسابيع. قلل الكابل الممتد عبر المحيط الأطلسي وقت الاتصال إلى حد كبير، ما سمح بإرسال الرسالة والاستجابة لها في نفس اليوم.
أُجرِيَت خمس محاولات لوضع كابل على مدى فترة تسع سنوات -واحدة في عام 1857، واثنتان في عام 1858، وواحدة في عام 1865، وواحدة في عام 1866. وتحققت التوصيلات الأخيرة مع كابل 1866 وكابل 1865، الذي أُصلِح بواسطة سفينة (إس إس غريت إيستيرن) لإسامبارد كينجدم برونيل، بقيادة السير جيمس أندرسون. في سبعينيات القرن التاسع عشر، أُعدَّت أنظمة الإرسال والاستقبال المزدوجة والرباعية، والتي يمكنها نقل رسائل متعددة عبر الكابل.
وضعت كابلات إضافية بين فوينميروم وهارتس كونتينت في 1873 و 1874 و 1880 و 1894. بحلول نهاية القرن التاسع عشر، ربطت الكابلات البريطانية والفرنسية والألمانية والأمريكية بين أوروبا وأمريكا الشمالية في شبكة متطورة من الاتصالات البرقية.

## أصول الفكرة
قدم ويليام كوك وتشارلز ويتستون برقية العمل الخاصة بهما في عام 1839. في وقت مبكر من عام 1840، أعلن صمويل فينلي بريز مورس إيمانه بفكرة وجود خط تحت سطح الماء عبر المحيط الأطلسي. بحلول عام 1850 شُغّلَ الكابل بين إنجلترا وفرنسا.
في نفس العام اقترح المطران جون توماس مولوك، رئيس الكنيسة الرومانية الكاثوليكية في نيوفندلاند، خط تلغراف عبر الغابة من سانت جونز إلى كيب راي، وكابلات عبر خليج سانت لورنس من كيب راي إلى نوفا سكوشا عبر مضيق كابوت.
في نفس الوقت تقريبًا، وقعت خطة مماثلة لفريدريك نيوتن جيسبورن، مهندس التلغراف في نوفا سكوشا. في ربيع عام 1851، حصل جيسبورن على منحة من الهيئة التشريعية في نيوفندلاند، وبعد أن أسّس الشركة، بدأ في إنشاء الخط الأرضي.
في عام 1853 انهارت شركته، أُلقي القبض عليه بسبب الديون وخسر كل شيء. في العام التالي قُدّمَ المشروع إلى سايروس وست فيلد. دعا فيلد غيسبورن إلى منزله لمناقشة المشروع. من خلال زيارته، نظر فيلد في فكرة تمديد الكابل إلى نيوفندلاند عبر المحيط الأطلسي.
كان فيلد يجهل الكابلات البحرية والكابلات في أعماق البحار. استشار مورس وكذلك الملازم ماثيو موري، وهو خبير في علم المحيطات. اعتمد فيلد مخطط جيسبورن كخطوة أولية إلى المشروع الأكبر، وروجت لشركة نيويورك ونيوفندلاند ولندن تلغراف لإنشاء خط تلغراف بين أمريكا وأوروبا.

## سانت جونز إلى نوفا سكوشا
كانت الخطوة الأولى هي إنهاء الخط الفاصل بين سانت جونز ونوفا سكوشا، وفي عام 1855 جرت محاولة لوضع كابل عبر مضيق كابوت في خليج سانت لورانس. مُدد الكابل من خارج الباركيه (نوع من السفن الشراعية) وسُحب إلى الباخرة.
عندما وُضع نصف الكابل على الباخرة، قُطع الخط لمنع الباركيه من الغرق. في عام 1856 رُكّبت سفينة بخارية لهذا الغرض، ووُضع الكابل بنجاح بين كيب راي ونيوفندلاند وخليج أسبي، نوفا سكوشا.

## عابر الأطلسي
بالتعاون مع تشارلز تيلستون برايت كبير المهندسين، وجَّه فيلد مجهوده في محاولة وصل الكابل عبر المحيط. أُجرِيَ مسح للطريق المقترح وأظهر أن وصل الكابل ممكن. جُمعَت الأموال من كل من المصادر الأمريكية والبريطانية عن طريق بيع الأسهم في شركة أتلانتيك تلغراف. زود فيلد بنفسه ربع رأس المال اللازم.
يتكون الكابل من سبعة أسلاك نحاسية، يبلغ وزن كل منها 26 كجم/ كم (107 رطل لكل ميل بحري)، مغطاة بثلاث طبقات من أشجار الكوتابركا (كما اقترح جوناثان ناش هيردر) وزنها 64 كجم/ كم (261 رطلًا لكل ميل بحري)، وُضعت كل سبعة أسلاك حديدية ضمن لولب مغلق. كان وزنها حوالي 550 كجم/ كم (1.1 طن لكل ميل بحري)، وكان مرنًا نسبيًا وتمكّن من الصمود بعدة عشرات من كيلو نيوتن (عدة أطنان).
صُنِعَت بالتعاون بين شركتين إنجليزيتين – غلاس إليوت وشركاه، من غرينتش، وآر إس نيول وشركاه، من بيركينهيد. في وقت متأخر من التصنيع، اكتُشفَ أن الأجزاء المعنية صُنعت بجدائل ملتوية في اتجاهين متعاكسين. في حين أن الجزئين أثبتا بساطة انضمامهما، إلا أن هذا الخطأ تضخم في الرأي العام في وقتٍ لاحق.
منحت الحكومة البريطانية فيلد إعانة قدرها 1400 جنيه إسترليني سنويًا (130 ألف جنيه إسترليني اليوم) وأعارت السفن اللازمة. التمس فيلد أيضًا مساعدات من الحكومة الأمريكية. قَدّمَ إلى الكونغرس مشروع قانون يأذن بتقديم الدعم والإعانة. أقر مشروع قانون الدعم بمجلس الشيوخ بتصويت واحد، بسبب معارضة من أعضاء مجلس الشيوخ ممارسي سياسة الحمائية. في مجلس النواب، واجه مشروع القانون مقاومة مماثلة، لكنه أُقرَّ، ووقَّع عليه الرئيس فرانكلين بيرس.
كانت المحاولة الأولى في عام 1857 فاشلة. كانت سفن تمديد الكابلات هي السفن الحربية المحولة «إتش إم إس أغاميمنون» و«يو إس إس نياجارا». بدأ الكابل عند الشريط الأبيض بالقرب من قلعة باليكاربري في مقاطعة كري، على الساحل الجنوبي الغربي لأيرلندا، في 5 أغسطس 1857. كُسر الكابل في اليوم الأول، ولكنه أُصلِح وأُحكِم ربطه؛ لكنه تحطم مرة أخرى فوق «هضبة التلغراف»، التي يبلغ عمقها حوالي 3200 متر (2 ميل)، وتم التخلي عن العملية لهذا العام.